# Daniel y Diego Vega
Daniel Vega Vidal y Diego Vega Vidal, conocidos también como los Hermanos Vega, son dos directores de cine, guionistas y productores peruanos. Empezaron trabajando juntos en Octubre, la cual tuvo su estreno en el Festival Internacional de Cine de Cannes de 2010 donde recibió el premio del jurado en la sección Un certain regard.
Ambos fundaron Maretazo Cine, con las que realizaron sus demás proyectos El mudo  y La bronca, y coprodujeron Reinas, coescrita por Diego. Son conocidos principalmente por hacer cine de autor independiente, aunque Daniel había comenzado a hacer cine comercial con Tondero.

## Filmografía
Cortometrajes
- Interior bajo izquierda (2008)
- Alondra (2015) - fragmento del filme El Aula Vacía[8]
- Dona y César (2023)

Largometrajes
- Octubre (2010)
- El mudo (2013)
- Intercambiadas (2019) - solo Daniel
- La bronca (2019)
- Busco novia (2022) - solo Daniel

Televisión
- El Chapo (2017) - 4 episodios
- Matar al padre (2018) - Diego como guionista junto a Valentina Viso
- El día de mi suerte (2019) - ambos directores, Daniel como creador y Diego como guionista
- Contigo capitán (2022) - Daniel como director y Diego como guionista